# Uerdingen
Uerdingen – dzielnica miasta Krefeld w Niemczech, w kraju związkowym Nadrenia Północna-Westfalia, w rejencji Düsseldorf, do 1929 samodzielne miasto. Po połączeniu przez pewien czas istniała nazwa Krefeld-Uerdingen.
Herb Uerdingen – dwa klucze – stanowi prawą część herbu obecnego Krefeld.

## Sport
- KFC Uerdingen 05 – klub piłkarski

## Język
Lokalna gwara nazywa się oedingsch Platt, używana np. w nieoficjalnym hymnie Oeding blievt Oeding. Na północnym wschodzie dzielnicy przebiega izoglosa Uerdingen związana z wymową Ik-/Ich- i Ek-/Ech.